# Texas Theatre

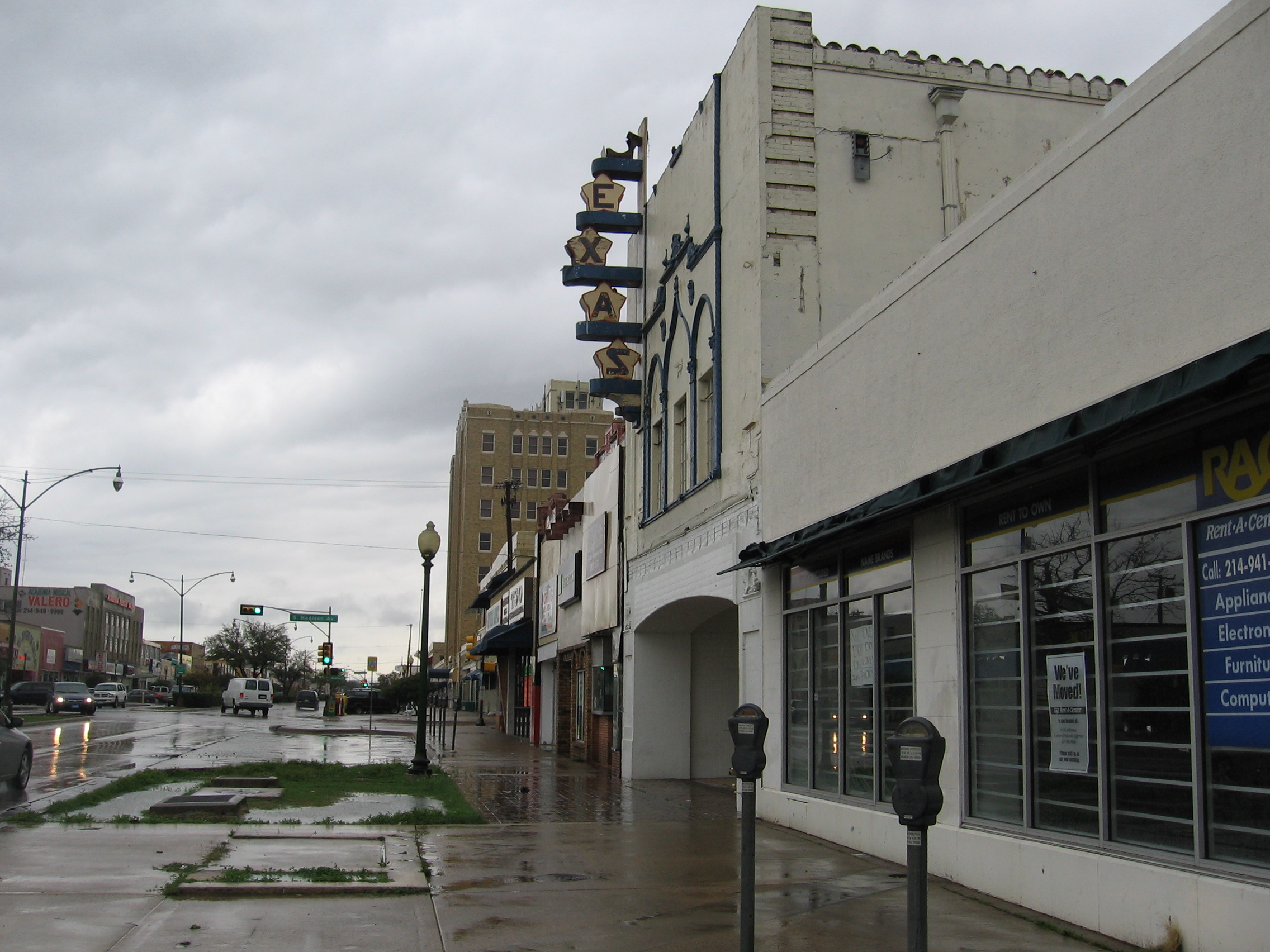
Le Texas Theatre en 2006

Le Texas Theatre est une salle de cinéma située à Dallas.
Cette salle est connue pour être le lieu de l'arrestation de Lee Harvey Oswald le 22 novembre 1963, juste après l'assassinat du président Kennedy.

## Historique

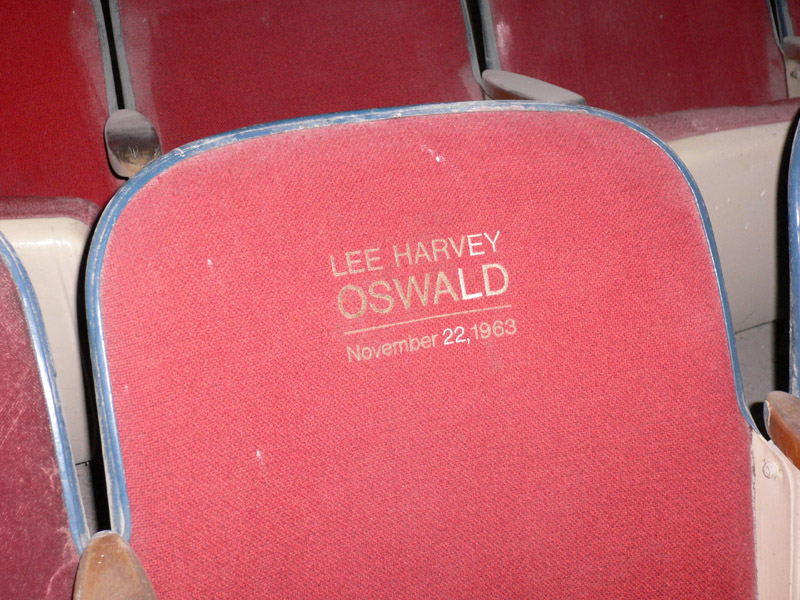
Le fauteuil où se serait assis Lee Harvey Oswald.

Quand le cinéma a ouvert ses portes en 1931, c'était la plus grande salle de la région urbaine de Dallas, et elle faisait partie d'une chaine de cinémas financés par Howard Hughes.
Le 22 novembre 1963, peu après l'assassinat du président Kennedy et d'un policier, Lee Harvey Oswald est aperçu en train de rentrer dans le cinéma sans payer. Les films qui y étaient projetés étaient Une fille dans la bataille et Héros de guerre. Une commémoration de la capture était visible sur le fauteuil (supposé) où Oswald était assis.
La salle a fermé en 1989, et le Texas Theatre Historical Society l'a racheté l'année suivante. La façade est visible dans le film JFK d'Oliver Stone.

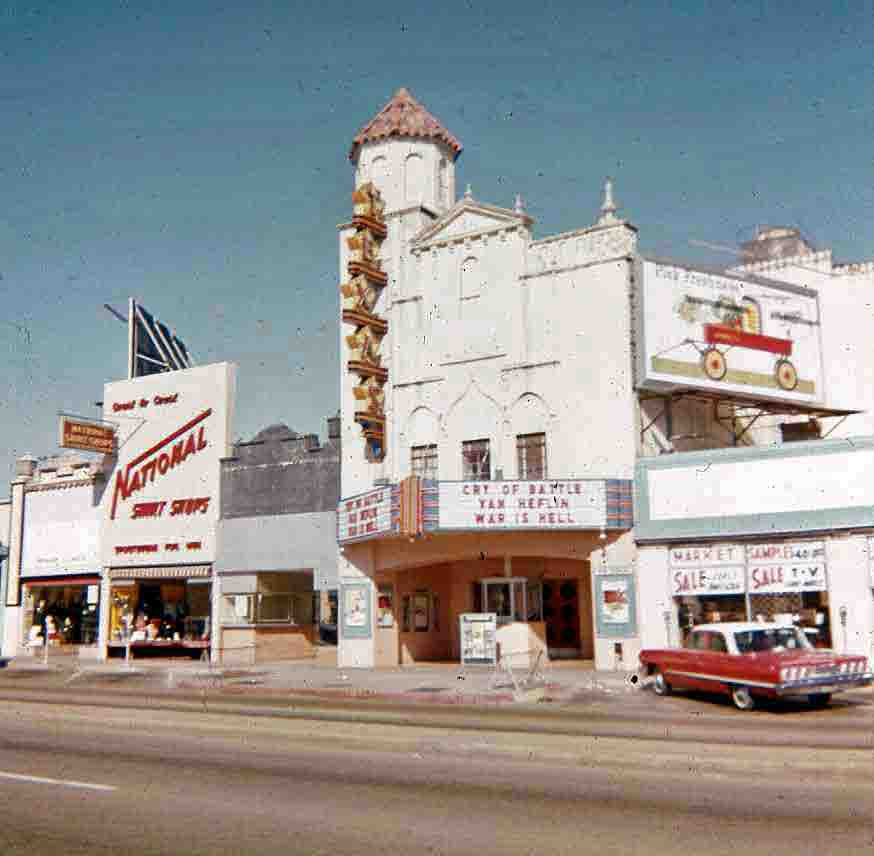
Le Texas Theatre en 1963 avec les films à l'affiche
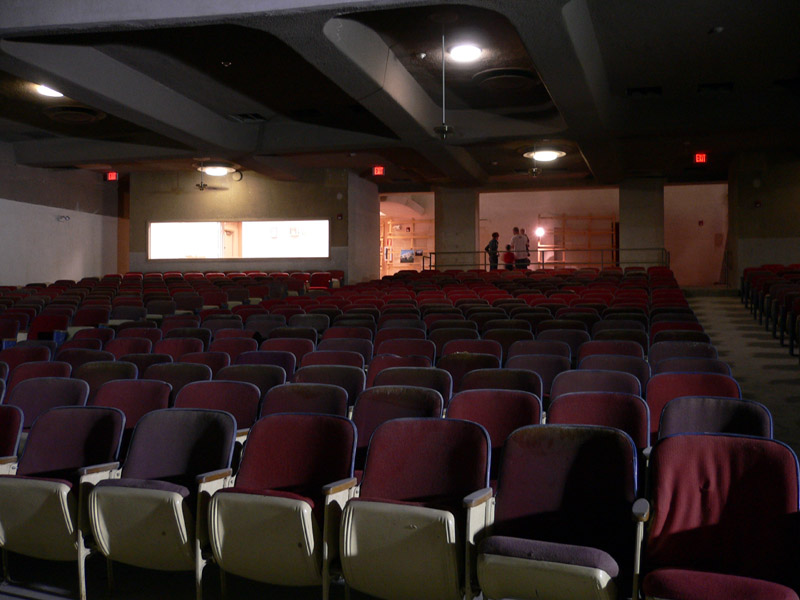
L'intérieur en 2005
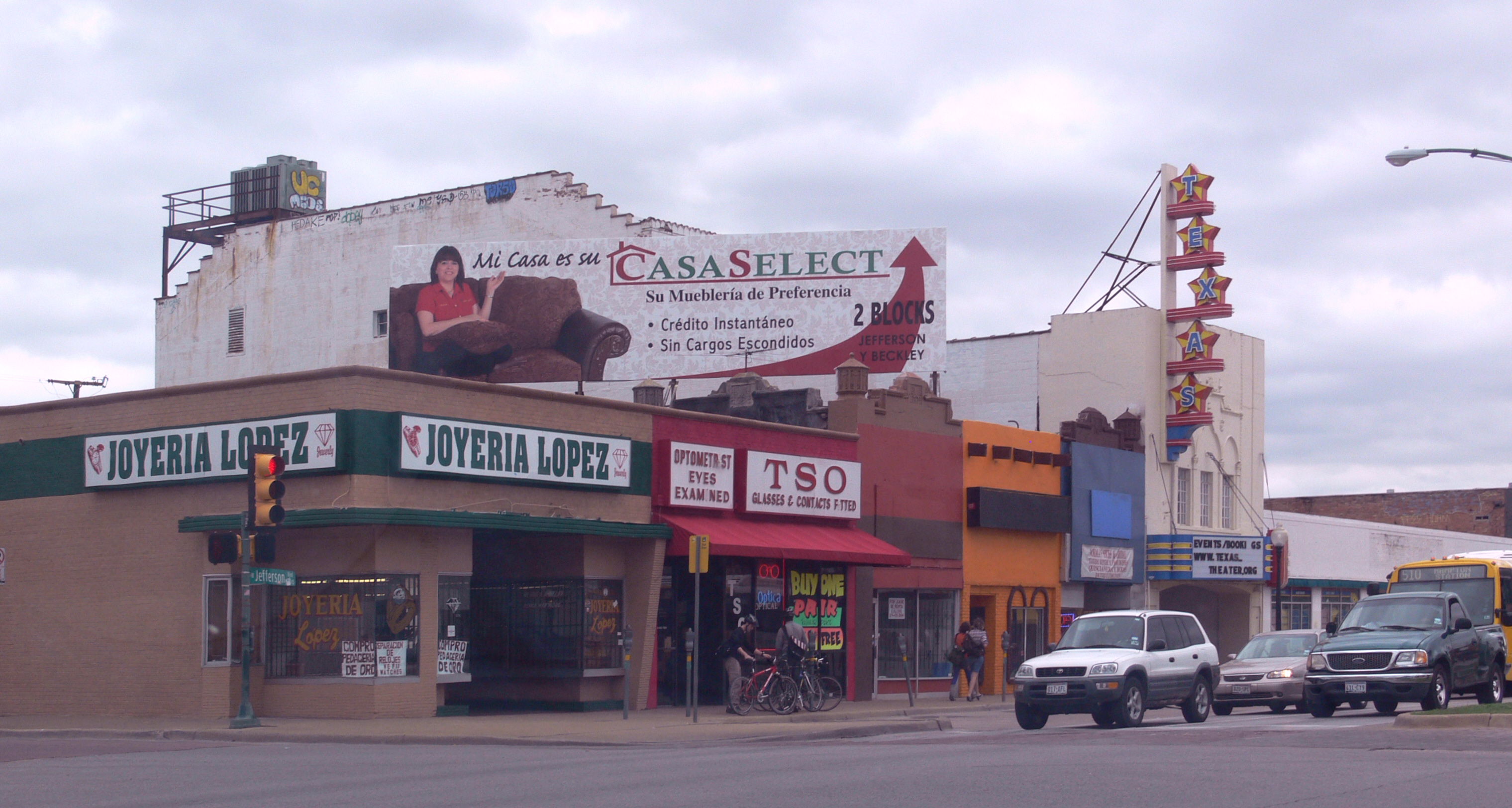
Le quartier en 2009